# Neoperla klapaleki
Neoperla klapaleki är en bäcksländeart som beskrevs av Banks 1937. Neoperla klapaleki ingår i släktet Neoperla och familjen jättebäcksländor. Inga underarter finns listade i Catalogue of Life.